# Ninetis russellsmithi
Ninetis russellsmithi är en spindelart som beskrevs av Huber 2002. Ninetis russellsmithi ingår i släktet Ninetis och familjen dallerspindlar.
Artens utbredningsområde är Malawi. Inga underarter finns listade i Catalogue of Life.